# Pazar – Der Markt
Pazar – Der Markt (auch: Pazar – Woher hat der Mond sein Licht?) ist ein Spielfilm des britischen Regisseurs Ben Hopkins aus dem Jahr 2008. Gedreht wurde die Tragikomödie in türkischer Sprache. Schauplatz ist die Osttürkei. Die Hauptrollen werden von eher unbekannten Darstellern gespielt.

## Handlung
Die Osttürkei, im Jahr 1994: der fahrende Kleinhändler Mihram lebt in einer Grenzstadt. Es gelingt ihm stets, die Wünsche seiner Kunden zu erfüllen. Das Geschäft wirft jedoch nicht genug für ihn und seine schwangere gläubige Frau Elif ab. Daraufhin träumt er davon, dass große Geld mit Handys zu machen, die mit dem Aufbau der ersten Mobilfunknetze in der Region immer mehr an Beliebtheit gewinnen. Die 500 Dollar für eine Lizenz hat er jedoch nicht. Das restliche Geld zum Leben versäuft er.
Das Geld bekommt er durch Zufall durch die Krankenhausärztin des Ortes, die ihm einen hohen Betrag für die illegale Beschaffung von Kinderimpfstoff anvertraut. Daraufhin fährt Mihram über die Grenze nach Aserbaidschan, wo die Medizin billiger ist und sein einfallsreicher aber selbstmitleidiger Onkel Fazil wohnt. Dieser fädelt einen Zwischenhandel ein. Den erhaltenen Werkstoff will Mihram teuer im türkischen Nachbarland verkaufen, um so die Lizenz und den Impfstoff zu bezahlen. Die örtliche Mafia beobachtet argwöhnisch das Geschäft. Zwar gelingt Mihram im Glücksspiel gegen die Kriminellen eine schnelle Rendite, doch lauern diese dem Händler und seinem Onkel später auf.
Am Ende siegt die örtliche Mafia, um den undurchschaubaren Schwarzmarkt in Ordnung zu halten, während Mihram betrunken über die Tanzfläche einer Provinzbar stolpert und verzweifelt selbst zum Dieb wird.

## Entstehungsgeschichte
Regisseur Ben Hopkins wurde Ende der 1990er Jahre durch einen Artikel über Moldawien und das Einsetzen des Kapitalismus zu seinem Film inspiriert. „Ein System, das die merkantile Kreativität fördert und belohnt; und gleichzeitig ein System, das anfällig ist für rücksichtslose Marktkräfte, die oft genug die Kontrolle über den Markt an sich reißen“, so Hopkins.
Die Türkei als Handlungsort wählte der Brite aus, da er aufgrund mehrerer Festivalpremieren und die Filme von Yılmaz Güney das Land kennen und lieben gelernt hatte und auch die Sprache erlernte. Nach einer ersten Reise für die Recherchen zu seinem Dokumentarfilm 37 Uses For A Dead Sheep (2006) in der Osttürkei begann Hopkins mit der Planung für den Spielfilm, die drei Jahre in Anspruch nahm. Als Vorbilder für das Drehbuch dienten ihm laut eigenen Angaben Filme von Yılmaz Güney (unter anderem Die Herde, 1979), Satyajit Ray (Mittelsmann, 1976) und Vittorio de Sica (Fahrraddiebe, 1948) sowie Werke Bertolt Brechts (Mutter Courage und Der kaukasische Kreidekreis). Die Darsteller wählte der Regisseur aus 600 Schauspielern aus. Nur für die Rolle des Onkel Fazil konnte Hopkins den bekannten türkischen Theaterschauspieler Genco Erkal gewinnen.
Die Dreharbeiten zu Pazar – Der Markt fanden in Van und Doğubeyazıt statt. Aufgrund der Gelder aus Deutschland und der Türkei war es Hopkins nur möglich dem ihm bekannten Editor Alan Levy aus Großbritannien für das Filmprojekt selbst auszusuchen.

## Kritiken
Ben Hopkins Spielfilm fand überwiegend Anerkennung bei der deutschen Fachpresse, die auch die Darstellung des Schauspielers Tayanç Ayaydin lobte. Der Film verstecke „seine politischen Botschaften unaufdringlich hinter einer persönlichen Geschichte und einer an Wim Wenders gemahnenden Musikauswahl“ und sei mit ruhiger Hand und Kenntnis örtlicher Mentalitäten inszeniert, so der film-dienst. Kritikerin Heike Kühn (Frankfurter Rundschau) sah Bezüge zu den Werken des finnischen Regisseurs Aki Kaurismäki und pries den Hauptdarsteller, während Birgit Glombitza (taz) auf die „manchmal etwas umständlich, aber durchgehend klug und liebevoll(e)“Erzählweise des Films hinwies. „So ein Film passt prima in Zeiten, in denen die Kräfte der freien Wirtschaft in einem riesengroßen Schwindel zu kollabieren scheinen“, so Glombitza. Peter Uehling (Berliner Zeitung) lobte die Darstellungsweise von Pazar als durch und durch realistisch: „Aus der Froschperspektive wird hier Wirtschaft erklärt, und das so sachlich und unaufgeregt zunächst, dass man ‚Pazar‘ anfangs fast für einen Dokumentarfilm halten möchte. Die Kamera hält Abstand, der Schnitt ist ruhig. Aber das kann sich der Film leisten, weil er wunderbar gespielt und fotografiert ist und weil sich seine Geschichte mit einer Logik und Zwangsläufigkeit entfaltet, die für sich spricht.“

## Auszeichnungen
Hopkins Film erhielt 2008 auf dem Golden Orange Film Festival von Antalya die Preise für den besten Film, Drehbuch, Darsteller (Tayanç Ayaydin) und Kostüme. Im selben Jahr gewann der Film den Wettbewerb des Flanders International Film Festival im belgischen Gent, Schauspieler Tayanç Ayaydin wurde auf dem Internationalen Filmfestival von Locarno mit dem Silbernen Leoparden als bester Darsteller geehrt.